# Frederick Spencer, 4:e earl Spencer
Frederick Spencer, 4:e earl Spencer, född den 14 april 1798 i London, död den 27 december 1857 på Althorp, var en brittisk viceamiral, son till George Spencer, 2:e earl Spencer.
Lord Frederick Spencer, som passande nog var född i the Admirality Building (Amiralitetet) i Whitehall, London, tog tidigt värvning i engelska flottan och var med i Napoleonkrigen mellan 1811 och 1815. Han tjänstgjorde i flottan fram till cirka 1830.
År 1831 blev han parlamentsledamot (MP) fram till 1834 och återigen 1837–1841. Han var också kabinettskammarherre hos änkehertiginnan av Kent, mor till Viktoria I av Storbritannien, mellan 1840 och 1845. Åren 1846–1848 var han hovmarskalk hos drottningen. För utförda tjänster blev han riddare av Strumpebandsorden 1849.
År 1845 ärvde han titeln earl av Spencer efter sin barnlöse bror John Charles Spencer, 3:e earl Spencer (1782–1845).

## Familj
Frederick Spencer gifte sig första gången 1830 i London med sin syssling Georgiana Elizabeth Poyntz (1799–1851). 
De fick barnen:
- Lady Georgiana Frances Spencer (1832–1852)
- John Spencer, 5:e earl Spencer (1835–1910)
- Lady Sarah Isabella Spencer (1838–1919)

Frederick Spencer gifte om sig 1854 i London med Adelaide Horatia Seymour (1825–1877), dotter till överste sir Horace Beauchamp Seymour.
De fick barnen:
- Lady Victoria Alexandrina Spencer (1855–1906), gift med William Mansfield, 1:e viscount Sandhurst
- Charles Spencer, 6:e earl Spencer (1857–1922)

### Fotnoter
1. 1 2  Darryl Roger Lundy, The Peerage, The Peerage person-ID: p10105.htm#i101045, läst: 9 oktober 2017.[källa från Wikidata]
2. 1 2  Kindred Britain, Kindred Britain-ID: I1967, läs online.[källa från Wikidata]
3. 1 2 3 4 5  SPENCER, Earl, K.S.L., K.S.A., K.R.G. : Captain, 1822. f-p., 16; h-p., 20., A Naval Biographical Dictionary.[källa från Wikidata]
4. ↑  läs online, www.historyofparliamentonline.org .[källa från Wikidata]
5. 1 2 3  The History of Parliament, History of Parliament-ID: 1820-1832/member/spencer-hon-frederick-1798-1857.[källa från Wikidata]
6. 1 2  Hansard 1803–2005.[källa från Wikidata]
7. 1 2 3 4 5 6 7  Kindred Britain, läs online.[källa från Wikidata]
8. 1 2  The Peerage person-ID: p10105.htm#i101045, läst: 7 augusti 2020.[källa från Wikidata]
9. 1 2 3  Darryl Roger Lundy, The Peerage.[källa från Wikidata]